# نيبافيناك
نيبافيناك(Nepafenac )، الذي يُباع تحت الإسم التجاري نيفاناك(Nevanac ) من بين أسماء أخرى، هو دواء مضاد للالتهابات غير الستيرويدية (NSAID)، و يستخدم لعلاج الألم و الالتهابات المرتبطة بجراحة إزالة المياه البيضاء. و يعطى كقطرة للعين.
وتشمل الآثار الجانبية الشائعة لهذا العقار على: تهيج العين. و قد تشمل الآثار الجانبية الأخرى التهاب القرنية و التحمدية كذلك.. و هو يعمل عن طريق تثبيط COX-1 وCOX-2 وبالتالي تقليل البروستاجلاندين.
تمت الموافقة على استخدامه طبيًا في الولايات المتحدة في عام 2005 و أوروبا في عام 2007. في المملكة المتحدة، تكلف الزجاجة منه هيئة الخدمات الصحية الوطنية حوالي 15 جنيهًا إسترلينيًا اعتبارًا من عام 2021. و في الولايات المتحدة يكلف هذا المقدار حوالي 290 دولارًا أمريكيًا.